# 深康村
深康村是深圳市的一个公共租赁住房住宅区，位于福田区侨香路北侧安托山片区。该住宅区由东面友邻路、南面侨香路、西面侨城东路北沿段夹构而成，北靠安托山公园（规划中，前身為安托山石礦場），占地面积68767.15m2，总建筑面积238328.93m2，2014年10月交付使用。户型50m2、60m2或89m2，基准租金标准为22元/月·平方米。

## 历史
根据《深圳市机关事业单位住房分配货币化改革实施方案》（深府〔2003〕104号），2002年12月31日以前符合购买全成本微利房条件但未购房的职工不再建设和分配全成本微利房。为此，深圳市人民政府在《关于研究蔡屋围金融中心区建设及经济适用房建设用地有关问题的会议纪要》上决定在深康村建设经济适用房，并于2009年年底动工。
该住宅区总房源2796套，除物业管理等配套用房外，共有2790套住房可供分配。其中，建筑面积约50平方米的两房一厅920套，建筑面积约60平方米的两房两厅939套，建筑面积约89平方米的三房两厅931套。该项目基准租金标准为每月22元/平方米。

## 设施
- 社区健康服务中心[6]
- 配套商业项目（净菜市场1053.40m2）[7]
- 深康学校[8]
- 深康村幼儿园

## 交通
- 深圳地铁2号线（蛇口线）深康站

## 物业管理
- 第一批小区物业服务中标单位为深圳市城投物业管理有限公司[9]。